# Різванов Арзіман Махір-огли
Арзіман Махір оглу Різванов (азерб. Arzıman Mahir oğlu Rizvanov; нар. 25 жовтня 1999, Баку, Азербайджан) — азербайджанський футболіст, центральний півзахисник.

## Клубна кар'єра
Народився в Баку, вихованець столичного «Нефтчі» (Б). У 2017 році виїхав до Чехії, де виступав за юнацькі та молоіджні команди місцевих клубів «Банік» та «Богеміанс».
У 2019 році переїхав до України, де уклав договір з «Олімпіком». Проте в складі донецького клубу не зіграв жодного офіційного поєдинку. Наприкінці лютого 2020 року відправився в оренду до «Авангарду», але потрапив до заявки дублюючого складу краматорського клубу. У футболці «Авангарду-2» дебютував 31 серпня 2019 року в програному (1:4) домашньому поєдинку 6-о туру групи Б Другої ліги проти «Альянсу» (Липова Долина). Арізман вийшов на поле в стартовому складі, а на 51-й хвилині його замінив Герман Хоружий. Наприкінці серпня — у вересні 2019 року зіграв 5 матчів у Другій лізі України. На початку серпня 2020 року залишив краматорський клуб.

## Кар'єра в збірній
Виступав за юнацькі збірні Азербайджану (U-17) та (U-20).
Вперше до заявки молодіжної збірної Азербайджану потрапив 6 червня 2019 року, на програний (0:1) поєдинок кваліфікації молодіжного чемпіонату Європи проти Ліхтенштейну, але просидів увесь матч на лаві запасних.